# Montinjan
Montinjan – wieś w Słowenii, w gminie miejskiej Koper. 1 stycznia 2018 liczyła 76 mieszkańców.